# Antivirales Protein
Ein antivirales Protein ist ein Protein, das die Replikation von Viren hemmt. Antivirale Proteine gehören zu den Restriktionsfaktoren.

## Eigenschaften
Antivirale Proteine wirken gegen verschiedene Abschnitte des Replikationszyklus von Viren. Eine Vielzahl der Gene antiviraler Proteine wird durch Typ-I-Interferone (IFN-α oder IFN-β) induziert. Antivirale Proteine haben neben den nützlichen Wirkungen für den Organismus, die sich aus einer Resistenz gegen Virusinfektionen ergibt, teilweise auch unerwünschte Nebenwirkungen, wie beispielsweise Komplikationen durch körpereigene Interferon-induzierte Transmembranproteine (IFITM) im ersten Trimester der Schwangerschaft bei virusinduzierten Entzündungen.

## Beispiele
Beispiele für antivirale Proteine sind APOBEC3G, TRIM5α, TRIM28/KAP1, ZFP809, Tetherin, ZAP, FEZ1, MOV10, die ISG12-Gruppe (6-16, ISG12 und ISG12-S), die ISG1-8-Gruppe (9-27/Leu13, 1-8U und 1-8D), die ISG15-Gruppe (ISG15/UCRP), Mx1, RIG-I, MDA5, IFITM-Gruppe, SERINC-Gruppe, RNAse L, SAMHD1, IFIT, CH25H, MxB, TRIM22, IFI16, Proteinkinase R, SLFN11, PAR1, Viperin und Gp340.
Bei Pflanzen wurden als antivirale Proteine das Pokeweed Antiviral Protein (PAP), sowie N-Glycosidase, RNase, DNase, Superoxiddismutase, Peroxidase, Katalase und Ribosom-inaktivierende Proteine beschrieben.